# Guillaume Bruère
Pour les articles homonymes, voir Bruère.
Guillaume Bruère (né en 1976 à Châtellerault) est un peintre, dessinateur, sculpteur et performeur français. Il vit et travaille à Berlin.

## Biographie
Diplômé de l’Ecole des Beaux-Arts de Nantes (DNSEP) en 1999, puis de l’École européenne supérieure de l’image à Poitiers en 2003, Guillaume Bruère s’installe la même année à Berlin où il vit depuis.
Fasciné par les artistes majeurs de l’histoire de l’art (Holbein, Dürer, Rembrandt, Goya, Van Gogh, Giacometti, Picasso, Bacon), Guillaume Bruère travaille à partir 2009 dans de nombreux musées et institutions prestigieuses (par exemple Kunsthaus Zurich, Musée Picasso Paris, Fondation Vincent Van Gogh Arles) à réinterpréter leurs œuvres, notamment par le dessin.
De sa confrontation avec l’art du passé (art égyptien, grec, mexicain, héraldique, etc.), surgit, par la couleur, l’expressivité de son geste, la sureté de son trait, le collage, un univers singulier, dense, d’une vitalité extraordinaire qui se retrouve dans nombre de ses dessins, mais aussi dans sa peinture, sa sculpture et ses performances.
Avec ses performances en particulier, Guillaume Bruère donne à voir ― jusqu’à l’épuisement ― l’acte de création mais aussi l’énergie qui préside à son propre travail.
En 2013, il entame une nouvelle phase de travail liée au spectacle vivant. Il collabore avec Sasha Waltz et sa compagnie à « Dialoge 20-13», programmé au Festival d’Avignon, avec une performance en direct, puis participe à la réalisation des costumes et la scénographie de l’« Après-midi d'un Faune » au Staatsoper de Berlin. L’année suivante, il rencontre Barbara Frey (de) qui lui propose de venir dessiner au Schauspielhaus Zurich pendant ses répétitions. Il accompagnera ainsi trois de ses mises en scène entre 2014 et 2015.
En 2014, la participation de Guillaume Bruère à l’exposition d’inauguration de la Fondation Vincent Van Gogh Arles, « Van Gogh Live ! », lui ouvre de nouvelles perspectives, internationales notamment : Suisse, États-Unis, Allemagne, Grande-Bretagne, France, Pays-Bas, Autriche, Belgique, Espagne.
Créateur acharné, il ne cesse produire. À titre d’exemple, entre 2015 et en 2016, confronté aux réalités humaines d’un camp de réfugiés à Berlin d’abord, puis à Graz ensuite, il entame une série de portraits qui seront successivement présentés, en 2016, au Deutsches Historisches Museum, au Schadow Haus à Berlin, au Verbindungsbüro – Bundestag à Bruxelles, au Kulturzentrum bei den Minoriten de Graz puis, début 2020, au CENTQUATRE (Paris). Par ces dessins,  il retranscrit l’humanité de ses modèles, les rend à nouveau visible. Par la force de son trait, il capte l’intensité du quotidien, capture le réel, qu’il retranscrit dans des œuvres saisissantes.
En parallèle, Guillaume Bruère s’engage à corps perdu dans la peinture. En quelques années, celle-ci devient son medium d’expression par excellence. Son urgence vitale de créer se traduit dans des tableaux grands formats remarqués.

## Expositions (sélection)

### Expositions personnelles
2021: DEAD & ALIVE. Alte Meister, KULTUM, Graz, Autriche.
2020: Portraits de cette histoire, le CENTQUATRE, Paris, France.
2019: Guillaume Bruère, Kunsthaus de Zurich, Suisse.
2019: Dibujos en el museo, Musée Lázaro Galdiano, Madrid, Espagne.
2019: Guillaume Bruère dibuja el Apostolado del Greco, Musée El Greco Toledo, Espagne.
2016: Über den Unterschied der Gesichtszüge des Menschen, Schadow-Haus Bundestag, Berlin, Allemagne.
2016: Portaits of Refugees, Deutsches Historisches Museum, Berlin, Allemagne.
2015: François 1er illimité, Château de Chambord, France.
2012: GIOM Tausendfüßler, Marta Herford, Allemagne.

### Expositions de groupe
2020: In the Picture: Portraying the Artist, Musée Van Gogh, Amsterdam, Pays-Bas.
2020: Picasso, Baigneuses et Baigneurs, Musée des Beaux-Arts, Lyon, France.
2018: Chefs-d'œuvre!, Musée Picasso Paris, France.
2018: Glaube, Liebe, Hoffnung, Kunsthaus Graz, Autriche.
2014: Van Gogh Live! Fondation Vincent Van Gogh Arles, Arles, France.
2013: Visionen, Marta Herford, Herford, Allemagne.
2006: Peintures / Malerei, Martin-Gropius-Bau, Berlin, Allemagne.

## Collections publiques (sélection)
Suisse
Kunsthaus Zurich
Allemagne
Bundeskunstsammlung
Kunstsammlung des Deutschen Bundestages
Marta Herford, Herford
Museum Kunstpalast, Düsseldorf
Kunstmuseum Stuttgart
Staatliche Kunsthalle Karlsruhe
Städtisches Museum Zwickau
France
Fondation Vincent Van Gogh Arles / Maja Hoffmann, Arles
Domaine National de Chambord, Chambord
Musée des Beaux-Arts Eugène Leroy, Tourcoing
Autriche
KULTUM Graz
Salzburg Museum
Stift Admont

## Prix et résidences  (sélection)

### Prix
Prix de la Fondation Conrad Ferdinand Meyer (2019)
Prix de la Fondation Hans-Platschek (2013)

### Résidences
Musée Picasso, Antibes  (2019)
CENTQUATRE, Paris (2013)
Fondation Vincent Van Gogh Arles, Arles  (2013)